# 彼得·邁耶
彼得·邁耶（英語：Peter James Meijer，1988年1月10日—）是美國的一位政治家，所屬政黨是共和黨。邁耶2021年至2023年擔任密西根州第三國會選區眾議院議員。